# Hafnium-affaire
De Hafnium-affaire is een grote internethack waarbij Chinese hackers binnendrongen in computers via een kwetsbaarheid in Exchange, het mailsysteem van Microsoft. Toen die affaire begin maart 2021 bekendraakte, veroorzaakte ze een 'schok in de IT-wereld'. Talloze organisaties, bedrijven en bedrijven gebruikten Microsoft Exchange. Hafnium werd door Microsoft en andere gezien als een goed getrainde en gesofisticeerde groep hackers die opereert vanuit China. Volgens Microsoft hadden de hacker vooral gemunt op bedrijven in de Verenigde Staten.
In België werd de grootschalige inbraak in het voorjaar van 2021 ontdekt, toen Binnenlandse Zaken wou nagaan of het een slachtoffer was van zo'n hacking. In 2021 werd de Belgische dienst van Binnenlandse Zaken opnieuw gehackt via mailselvers met sterke vermoedens naar de hackersgroep Hafnium.
Onder het cybernoodplan werd de hack aangemerkt als een 'nationale crisis', wat betekent dat andere overheidsinstanties met voorzichtigheid ook maatregelen moeten nemen.